# Ahmat Acyl
Ahmat Acyl (1944–1982) foi um líder miliciano árabe chadiano durante a Guerra Civil do Chade (1965–1979). Ele foi o chefe do Conselho Democrático Revolucionário até sua morte em 1982 e atuou como ministro das Relações Exteriores no governo de Goukouni Oueddei.

## Exército Vulcão
Sob o governo de Tombalbaye, Acyl havia sido deputado da Assembleia Nacional por Batha. Em 1976, juntou-se ao pequeno Exército Vulcão, dominado pelos árabes. Com o apoio de Muammar Gaddafi, presidente da Líbia, opôs-se ao líder do grupo, Mohamed Baghlani, e quando este morreu em um acidente de trânsito em Trípoli em 1977, tornou-se prontamente o novo líder da milícia. A partir desse momento, ele ficou conhecido como o homem de Gaddafi no Chade.
Acyl fortaleceu rapidamente sua milícia, que se tornou famosa pela qualidade de seus combatentes e conquistou cada vez mais apoio entre os indivíduos baggaras no país. O apoio da Líbia também foi importante para o grupo de Acyl, que a partir de 1978 se tornou maior e mais estável do que as outras facções insurgentes. No mesmo ano, Acyl apoiou o objetivo líbio de reunir as principais facções da FROLINAT, que resultou no congresso de Faya no qual Goukouni Oueddei, líder das Forças Armadas Populares (FAP), tornou-se o novo secretário-geral do FROLINAT. O acordo não durou muito. Gaddafi instigou Acyl a atacar as FAP de Oueddei em Faya em 27 de agosto de 1978 em uma tentativa de arrancar dele o controle da FROLINAT, mas Acyl foi derrotado. Acyl, então chefe adjunto do Estado-Maior da FROLINAT, encarregado da direção e administração das forças armadas, prontamente deixou Faya e foi para Trípoli sob a proteção das tropas líbias.

## Comandante do Conselho Democrático Revolucionário
A facção de Acyl, renomeada Conselho Democrático Revolucionário (CDR) no início de 1979, não participou da batalha de N'Djamena que eclodiu em fevereiro de 1979 e causou a queda do governo no Chade. Por isso foi preterido na primeira conferência internacional de paz realizada em março em Kano, na Nigéria, onde as principais milícias concordaram em criar um governo de unidade nacional, que excluía todas as facções pró-líbias.
Como reação, Acyl e outros líderes insurgentes, como Abba Siddick, Adoum Dana e Mohamat Said, ameaçaram criar um contragoverno; isso intimidou a Nigéria a organizar uma segunda conferência de paz em Kano, em abril, onde todos os principais líderes rebeldes estavam presentes, incluindo Acyl. Na conferência, Goukouni e Hissène Habré atacaram Acyl e outros líderes de facções, acusando-os de não terem força militar real no terreno. Os participantes da conferência não conseguiram chegar a nenhum acordo sobre a formação do gabinete e, algumas semanas depois, Habré e Goukouni concordaram unilateralmente com o Acordo de N'Djamena em excluir Acyl e seus aliados do novo Governo de União Nacional de Transição (GUNT). Na opinião deles, Acyl era apenas "um provocador líbio".
A situação cada vez mais caótica no Chade levou a Nigéria a convocar em maio uma terceira conferência de reconciliação, desta vez em Lagos, para a qual todas as facções foram convidadas. Em resposta, Acyl e outros chegaram, mas descobriram que as facções que formavam o GUNT haviam boicotado a reunião, causando o fracasso da conferência. Acyl, com Said e Siddick, em 2 de junho criou no norte do Chade com apoio militar líbio um novo projeto político sob a liderança de Acyl, a Frente de Ação Conjunta Provisória (FACP).
Em meio a rumores de que a Líbia e a Nigéria poderiam reconhecer a FACP como o governo legítimo do Chade, o GUNT recebeu cinco semanas da comunidade internacional para incluir as outras facções no governo. Ao final, o GUNT se submeteu e suas facções participaram de uma segunda conferência de paz em Lagos, aberta a todas as partes. O resultado da cúpula foi o Acordo de Lagos, assinado em 21 de agosto, segundo o qual seria formado um governo de unidade nacional. O novo gabinete foi empossado em 10 de novembro, com Goukouni Oueddei como presidente e Acyl como ministro das Relações Exteriores.
Em 20 de março de 1980, o ministro da Defesa Habré com apoio egípcio e sudanês reuniu sua milícia, as Forças Armadas do Norte, em uma tentativa de derrubar Goukouni, levando à Segunda Batalha de N'Djamena, que lançou os homens de Habré contra as facções lideradas por Goukouni, Acyl e o vice-presidente, Wadel Abdelkader Kamougué. Para derrotar seu rival, Goukouni, provavelmente persuadido por Acyl, em 15 de junho assinou um pacto de defesa com a Líbia; como resultado, 7.000 soldados líbios e 7.000 membros da Legião Islâmica formada por líbios estavam no Chade no final de 1980 e ajudaram a expulsar Habré de N'Djamena em 16 de dezembro, após uma semana de combates violentos.
Isso foi seguido em 6 de janeiro de 1981 por um comunicado conjunto emitido por Goukouni e Gaddafi, que afirmava que o Chade e a Líbia haviam concordado em "trabalhar para a realização da unidade completa entre os dois países". O comunicado, embora fortemente apoiado por Acyl e sua facção, teve uma resposta internacional negativa e também foi impopular no Chade; Goukouni agora era visto como uma marionete líbia. As relações entre Goukouni e Gaddafi tornaram-se tensas, possivelmente por causa de rumores de que Gaddafi estava instigando um golpe de Estado contra Goukouni, para substituí-lo por Acyl. As suspeitas de Goukouni sobre os planos de substituí-lo por Acyl foram alimentadas anteriormente pelo assassinato por líbios de dois altos oficiais da FROLINAT e os confrontos entre o Primeiro Exército e o CDR de Acyl.
Consequentemente, quando, em 22 de outubro, o presidente francês François Mitterrand propôs enviar um contingente de paz da Organização da Unidade Africana ao Chade para substituir os líbios, Goukouni e o GUNT pediram aos líbios que deixassem imediatamente o Chade, mas não sem debate: quatro ministros, entre eles Acyl, votaram contra a decisão. Gaddafi obedeceu rapidamente e as tropas da OUA chegaram; mas estas se mostraram ineficazes.
Aproveitando a partida dos líbios, Habré em 1982 atacou o GUNT, avançando pelo centro do Chade a partir de suas bases em Darfur, e ocupou N'Djamena quase sem oposição em 7 de junho, forçando o GUNT a fugir. Um mês depois, em 19 de julho, Acyl morreu na cidade de Laï, no sudoeste do país, quando ele inadvertidamente deu um passo para trás nas hélices giratórias de seu avião Cessna, um presente de Gaddafi. Foi sepultado em Moundou, em frente ao liceu Adoum Dallah.
Ele foi sucedido como líder do Conselho Democrático Revolucionário pelo ex-ministro da Defesa, Acheikh ibn Oumar.